# Недева, Екатерина
Екатерина Недева (болг. Екатерина Недева; род. 10 августа 1950, Стефан-Караджа, Добричская область) — болгарская легкоатлетка, выступавшая в прыжках в длину. Участница летних Олимпийских игр 1976 и 1980 годов.

## Биография
Екатерина Недева родилась 10 августа 1950 года в болгарском селе Стефан-Караджа Добричской области.
Выступала в легкоатлетических соревнованиях за «Добруджу» из Толбухина (сейчас Добрич). Дважды становилась чемпионкой Болгарии в прыжках в длину (1977, 1980).
В 1976 году вошла в состав сборной Болгарии на летних Олимпийских играх в Монреале. В прыжках в длину заняла в квалификации 15-е место, показав результат 6,16 метра и уступив 6 сантиметров худшим из попавших в финал Лиляне Панайотовой-Ивановой из Болгарии и Анико Милашшин из Венгрии.
В 1980 году вошла в состав сборной Болгарии на летних Олимпийских играх в Москве. В прыжках в длину поделила в квалификации 17-18-е места, показав результат 5,83 метра и уступив 61 сантиметр худшим из попавших в финал Барбаре Баран-Войнар из Польши и Дженнифер Иннисс из Гайаны.
В том же году выиграла чемпионат Балкан.

## Личный рекорд
- Прыжки в длину — 6,55 (1980)[1]